# Oxid de cesiu
Oxidul de cesiu este un compus anorganic cu formula Cs2O. Compusul este alcătuit din doi atomi de cesiu și unul de oxigen, fiind unul din cei trei oxizi cunoscuți ai cesiului: Cs11O3, Cs4O, Cs7O și Cs2O.  Toți oxizii sunt colorați, iar Cs2O formeză cristale hexagonale galben-portocalii. 

## Proprietăți chimice
Magneziul reduce oxidul de cesiu la cesiu elementar, oxidul de magneziu fiind un alt produs al reacției: 
Cs2O  +  Mg  →   2Cs + MgO
Cs2O este higroscopic (absoarbe apa din atmosferă), transformându-se ușor în hidroxid de cesiu (CsOH) în contact cu apa.